# 迪克牛仔
迪克牛仔（1959年11月27日—），本名林進璋，外号老爹，台湾男歌手。他以翻唱而出名，在数年无唱片公司签约的情况下仅以1998年在香港出版的两张翻唱專輯中两首歌（《原来你什么都不要》《爱如潮水》）的影响，却在香港紅磡的香港體育館举办了大型个人演唱会，而且票房颇佳。1999年迪克牛仔發行了第一張的全新國語專輯《忘記我還是忘記他》，專輯的主打歌《三萬英尺》、《有多少愛可以重來》和搭配港劇的主題曲《忘記我還是忘記他》都是當時紅極一時的歌曲。

## 专辑
- 咆哮 1998年
- 别港 1999年
- 忘记我还是忘记他 1999年03月05日
- 传奇 1999年
- 我这个你不爱的人 2000年
- 咆哮2 2002年
- 本色 2004年
- 風飛沙 2007年
- 禁區 2010年
- 我想你了 2012年